# Antonio Matteucci
Antonio kardinal Matteucci, italijanski diakon in kardinal, * 15. marec 1802, Fermo, † 9. julij 1866, Rim.

## Življenjepis
22. junija 1866 je bil povzdignjen v kardinala in imenovan za kardinal-diakona S. Giorgio in Velabro.